# Кам'янська сільська рада (Лутугинський район)
Кам'янська сільська рада — колишній орган місцевого самоврядування в ліквідованому Лутугинському районі Луганської області. Адміністративний центр — село Кам'янка.

## Загальні відомості
Кам'янська сільська рада була утворена в 1921 році. Ліквідована у 2020 році. Водоймища на території, підпорядкованій даній раді: річка Кам'янка, Кам'янське водосховище.

## Населені пункти
Сільській раді підпорядковані населені пункти:
- с. Кам'янка
- с. Бокове
- с. Македонівка
- с. Паліївка

## Склад ради
Рада складається з 16 депутатів та голови.

### Керівний склад ради
| ПІБ                            | Основні відомості                                                         | Дата обрання | Дата звільнення |
| ------------------------------ | ------------------------------------------------------------------------- | ------------ | --------------- |
| Дяченко Валентина Вікторівна   | Сільський голова, 1947 року народження, член Комуністичної партії України | 26.03.2006   | 31.10.2010      |
| Мякоткін Олександр Миколайович | Сільський голова, 1982 року народження, освіта вища, член Партії регіонів | 31.10.2010   |                 |

Примітка: таблиця складена за даними джерела